# Bahnhof Seven Sisters

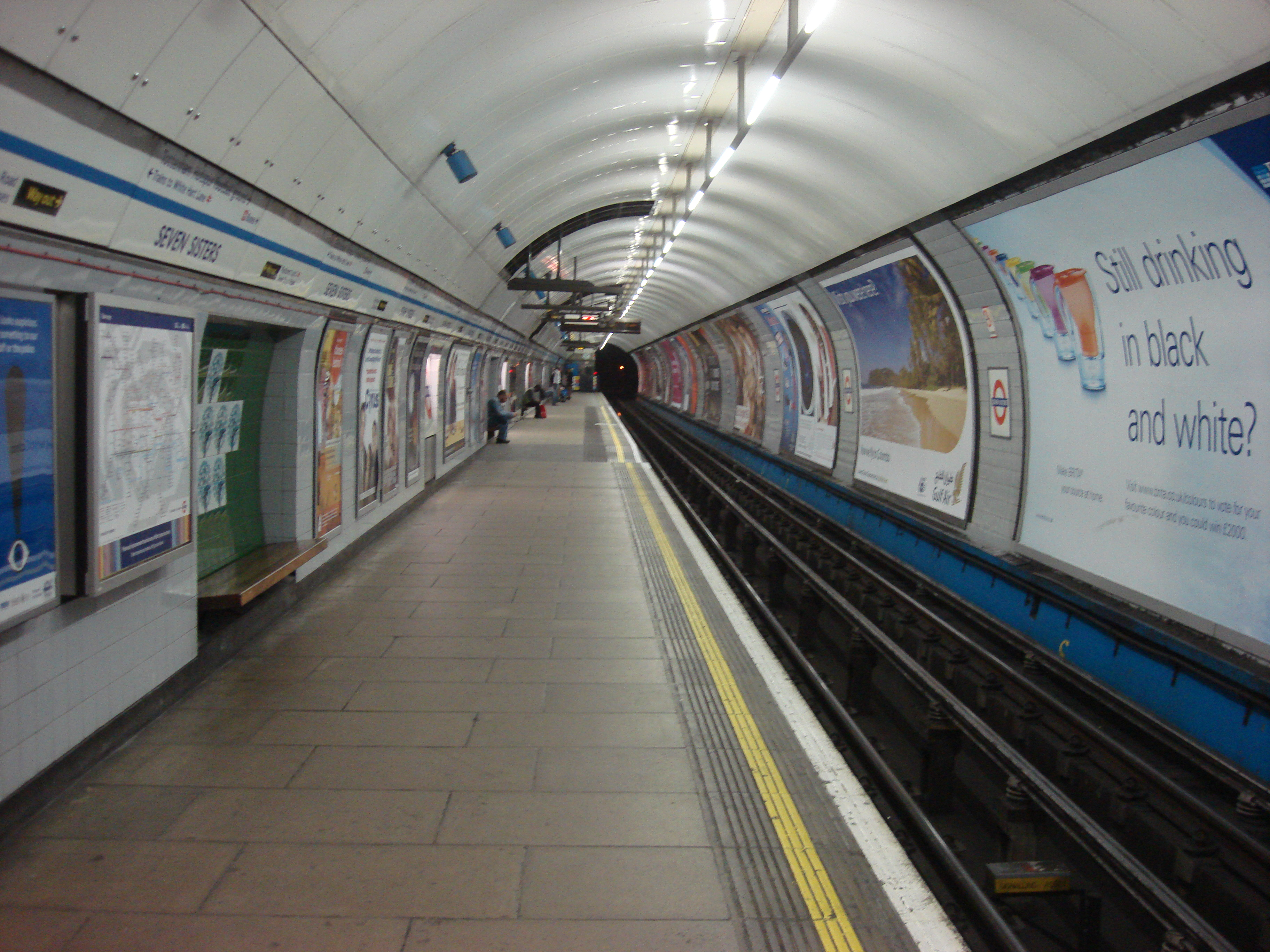
Tunnel der Victoria Line

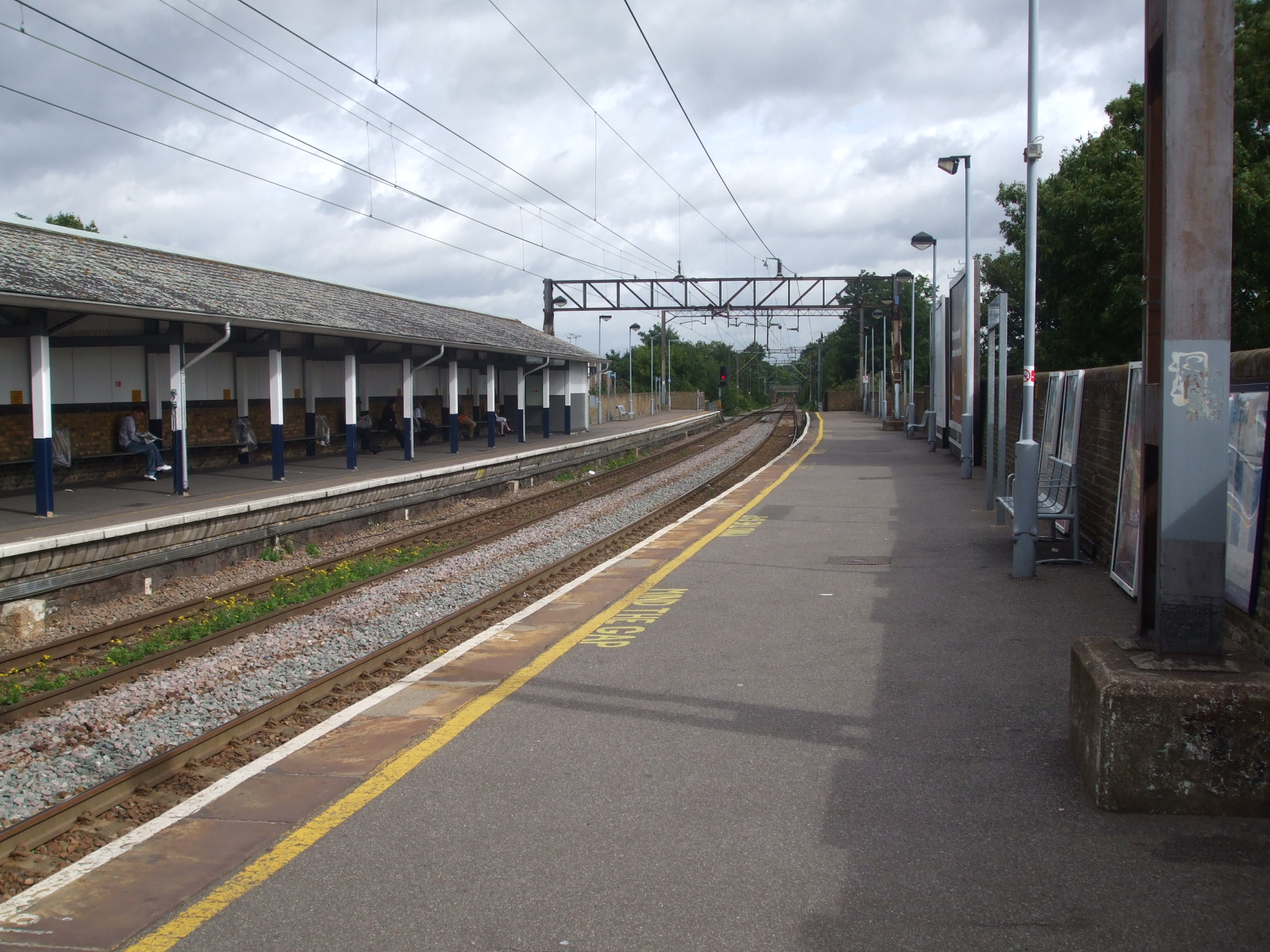
Bahnsteige der Eisenbahn

Seven Sisters ist ein Bahnhof im Stadtbezirk London Borough of Haringey, der auch eine unterirdische Station der London Underground umfasst. Die Nahverkehrsdrehscheibe, die von Zügen der Victoria Line und der Eisenbahngesellschaft Abellio Greater Anglia bedient wird, liegt in der Travelcard-Tarifzone 3, zwischen den Hauptstraßen Seven Sisters Road und West Green Road. Im Jahr 2013 nutzten 14,46 Millionen Fahrgäste der U-Bahn den Bahnhof, hinzu kommen 3,426 Millionen Fahrgäste der Eisenbahn.
Benannt ist der Bahnhof nach den Seven Sisters („sieben Schwestern“), einer markanten Baumgruppe. Auf dem Weg zur nächstfolgenden U-Bahn-Station Tottenham Hale zweigt ein Tunnel ab, der zum Depot Northumberland Park führt. Dieser liegt beim gleichnamigen Bahnhof an der Eisenbahnhauptstrecke nach Cambridge.

## Geschichte
Der Bahnhof wurde am 22. Juli 1872 durch die Great Eastern Railway eröffnet, im Rahmen der Inbetriebnahme der Vorortstrecke zwischen Hackney und Enfield. Am 1. Januar 1878 folgte die so genannte Palace Gates Line. Diese war in Konkurrenz zu einer Strecke der Great Northern Railway erbaut worden und führte in die Nähe des Alexandra Palace, eines beliebten Ausflugsziels. British Rail stellte im Zuge von Rationalisierungsmaßnahmen den Personenverkehr auf dieser Strecke am 7. Januar 1963 ein. Die dazugehörenden Bahnsteige in Seven Sisters wurden abgerissen, die Gleise entfernt.
Am 1. September 1968 erfolgte die Eröffnung des ersten Abschnitts der Victoria Line zwischen Walthamstow Central und Highbury & Islington. Der Umbau des Bahnhofs, der einen zusätzlichen Eingang erhielt, konnte jedoch erst im Dezember 1968 abgeschlossen werden.